# Bisdom Scranton
Het bisdom Scranton (Latijn: Dioecesis Scrantonensis) is een rooms-katholiek bisdom met als zetel Scranton, in de Amerikaanse staat Pennsylvania. Het bisdom is suffragaan aan het aartsbisdom Philadelphia. 

## Geschiedenis
Het bisdom werd opgericht op 3 maart 1868, uit delen van het bisdom Philadelphia, en was suffragaan aan het aartsbisdom Baltimore. Op 12 februari 1875 veranderde het van kerkprovincie en werd suffragaan aan het aartsbisdom Philadelphia. 

## Parochies
Het bisdom had in 2022 een oppervlakte van 22.914 km2 en telde 1.093.000 inwoners waarvan 29,1% rooms-katholiek was.

## Bisschoppen
- William O'Hara (3 maart 1868 - 3 februari 1899)
- Michael John Hoban (3 februari 1899 - 13 Nov 1926; coadjutor sinds 1 februari 1896)
  - Andrew James Louis Brennan (hulpbisschop: 23 Feb 1923 - 28 May 1926)
- Thomas Charles O'Reilly (19 Dec 1927 - 25 maart 1938)
- William Joseph Hafey (25 maart 1938 - 12 May 1954; coadjutor sinds 22 september 1937)
  - Martin John O'Connor (hulpbisschop: 14 Nov 1942 - 26 Nov 1946)
  - Henry Theophilus Klonowski (hulpbisschop: 10 May 1947 - 15 May 1973)
- Jerome Daniel Hannan (17 Aug 1954 - 15 Dec 1965)
- Joseph Carroll McCormick (4 maart 1966 - 15 februari 1983)
- John Joseph O'Connor (6 May 1983 - 26 Jan 1984; kardinaal in 1985)
- James Clifford Timlin (24 Apr 1984 - 25 Jul 2003; hulpbisschop sinds 26 juli 1976)
  - Francis Xavier DiLorenzo (hulpbisschop: 26 Jan 1988 - 12 Oct 1993)
  - John Martin Dougherty (hulpbisschop: 7 Feb 1995 - 31 Aug 2009)
- Joseph Francis Martino (25 Jul 2003 - 31 Aug 2009)
- Joseph Charles Bambera (23 februari 2010 - heden)

## Galerij van afbeeldingen

Wapen van het bisdom
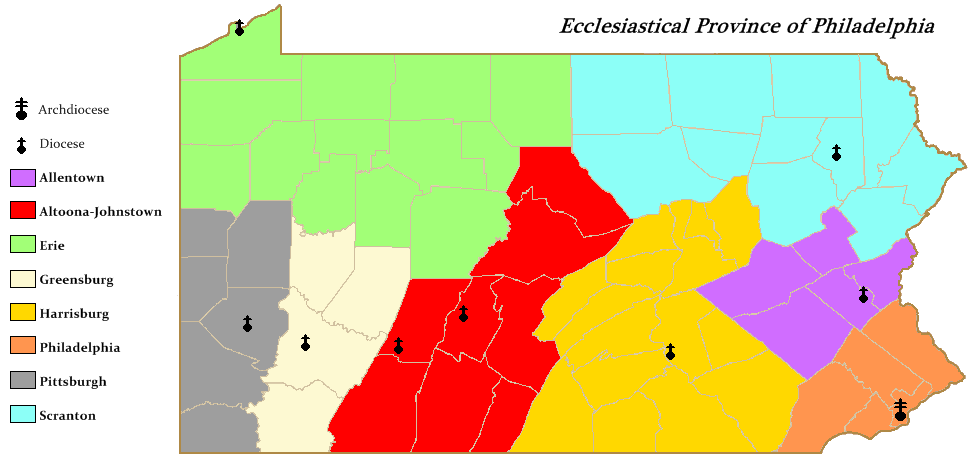
Kerkprovincie met aartsbisdom en suffragane bisdommen

Philadelphia (aartsbisdom) · Allentown · Altoona-Johnstown · Erie · Greensburg · Harrisburg · Pittsburgh · Scranton
Voormalig: Allegheny